# Gareth Gundrey
Gareth Gundrey (1893-1965) est un réalisateur, scénariste et producteur britannique de cinéma.

## Biographie
Gareth Gundrey est né à Taunton dans le Somerset et mort le 22 juillet 1965 à Chertsey, Surrey. Il a servi durant la première guerre mondiale et a été blessé à la jambe peu avant l'armistice. Il commence sa carrière au cinéma en tant que scénariste en 1927, et travaille pour les sociétés de production Gainsborough Pictures et Gaumont British Picture Corporation. Il porte à l'écran en 1932 le célèbre roman d'Arthur Conan Doyle The Hound of the Baskervilles.

## Filmographie

### Réalisateur
- 1930 : Just for a Song
- 1930 : Symphony in Two Flats
- 1931 : The Stronger Sex
- 1932 : The Hound of the Baskervilles

### Producteur
- 1927 : Quinneys
- 1927 : A Woman in Pawn
- 1927 : The Flight Commander
- 1928 : Mademoiselle Parley Voo
- 1928 : Palais de danse
- 1929 : Smashing Through
- 1929 : L'auberge de Satan

### Scénariste
- 1927 : Roses of Picardy
- 1928 : Balaclava
- 1930 : La Fin du voyage (Journey's End)